# Списък на награди за научна фантастика
В жанра научна фантастика съществуват значителен брой награди за писателите, редакторите и илюстраторите. Обикновено тези награди се връчват ежегодно.
А
- Награда Аврора – за канадска научна фантастика
- Награда Аелита
- Награда Аполо
- Награда на името на Артър Кларк
- Аторокс – Финландска национална награда за най-добър разказ

Б
- Награда на Британската асоциация за научна фантастика

Г
- Награда Gaylactic Spectrum
- Награда Гандалф за най-добра фентъзи книга
- Награда Гандалф за най-добър млад автор
- Награда Geffen – Израелска награда
- Награда Гравитон – българска, основана от писателя Любен Дилов.

Д
- Мемориална награда Гранд Мастър на името на Деймън Найт – връчва се заедно с наградите Небюла
- Награда Джеймс Типтри - младши – за фантастика или фентъзи, които изучават или изясняват разбиранията ни за пол
- Награда Sir Julius Vogel – за научна фантастика в Нова Зеландия
- Награда Дитмар – за научна фантастика в Австралия

Е
- Мемориална награда на името на Едуард Смит

И
- Илюстратори на бъдещето – само за илюстратори

К
- Награда за най-добър нов писател фантаст на името на Джон Кемпбъл
- Мемориална награда за най-добър научнофантастичен роман на името на Джон Кемпбъл
- Награда Комптън Круук – за най-добрия първи роман за годината
- Награда Курд Ласвиц – за научна фантастика

Л
- Награда Локус

М
- Международна награда за фентъзи
- Награда Митопеик

Н
- Награда Наутилус – Полска награда
- Награда Небюла

П
- Награда Пилгрим
- Конкурс Писатели на бъдещето – конкурс за нови писатели, основан от Л. Рон Хабърд.
- Награда за положени усилия
- Награда Прометей за най-добра либертарна научна фантастика

С
- Sidewise Award for Alternate History
- Награда Сатурн – филмова или телевизионна научна фантастика
- Световна награда за фентъзи
- Награда Сеюн – Японска награда
- Награда СФера – връчва се от СФера, хърватска асоциация за научна фантастика

Ф
- Награда Феникс – за цялостен принос
- Мемориална награда на името на Филип Дик

Х
- Награда Хюго

Я
- Награда на името на Януш Зайдел